# Adventkyrkan, Uppsala
Adventkyrkan är en frikyrka i Luthagen, nära Rickomberga, Uppsala med cirka 50 döpta medlemmar, ansluten till Adventistsamfundet.

## Byggnadens historia
Byggnaden som nu är Adventkyrkan, uppfördes 1913 på Svanbergsgatan 6, då som Rickomberga församlingshem tillhörande Helga Trefaldighets församling. År 1946 renoverades och byggdes församlingshemmet om och fick namnet Sankt Olofs kapell. Den avlystes som kyrka cirka 1980 och såldes till Sjundedags Adventistsamfundet.

## Orgel
En orgel flyttades till kyrkan 1979. Den var byggd omkring 1960 av Eriksson, Harg. 1980 byggdes orgeln om av Rolf Larsson, Uppsala. Orgel är mekanisk.
| Manual       | Pedal   |
| Gedackt 8'   | Bihängd |
| Principal 4' |         |
| Valdflöjt 2' |         |